# タカネサギソウ
タカネサギソウ（高嶺鷺草、学名： Platanthera maximowicziana ）は、ラン科ツレサギソウ属の多年草。高山植物。

## 特徴
根は一部が肥厚し、紡錘形になる。茎は直立し、高さ10-15cmになる。葉は茎に互生し、一番下の葉は大型で、葉身の長さ3-4cm、幅2cm、長楕円形で、葉先は鈍頭、基部は茎を抱く。茎の上方にいくにしたがって葉は小さくなり、披針形の鱗片葉になる。
花期は7-8月。淡黄緑色の花を茎の先に穂状に5-10個つける。披針形の苞は花より長くて目立つ。背萼片は長さ5mmで卵形、側萼片は長さ5mmで披針形。側花弁は背萼片よりやや長く、長卵形。唇弁は長さ8mm、幅4mmになり、舌状。距は長さ10-14mmになる。

## 分布と生育環境
南千島、北海道（東部、渡島半島）、本州中北部（東北地方、白馬岳、八ヶ岳、南アルプス）に分布し、亜高山帯から高山帯の多雪地の湿った草地などに生育する。

## シノニム
- Platanthera mandarinorum Rchb.f. subsp. maximowicziana (Schltr.) K.Inoue
- Platanthera mandarinorum Rchb.f. var. maximowicziana (Schltr.) Ohwi